# كلفن ميرسير
كلفن ميرسير (بالإنجليزية: Kelvin Mercer)‏ هو رابر ومنتج أسطوانات وملحن أمريكي، ولد في 17 أغسطس 1969 في ذا برونكس في الولايات المتحدة.

## وصلات خارجية
- كلفن ميرسير على موقع IMDb (الإنجليزية)
- كلفن ميرسير على موقع ميوزك برينز (الإنجليزية)
- كلفن ميرسير على موقع ميوزك برينز (الإنجليزية)
- كلفن ميرسير على موقع ميوزك برينز (الإنجليزية)
- كلفن ميرسير على موقع أول ميوزيك (الإنجليزية)
- كلفن ميرسير على موقع أول ميوزيك (الإنجليزية)
- كلفن ميرسير على موقع ديسكوغز (الإنجليزية)
- كلفن ميرسير على موقع ديسكوغز (الإنجليزية)
- كلفن ميرسير على موقع ديسكوغز (الإنجليزية)